# 모하메드 간누시

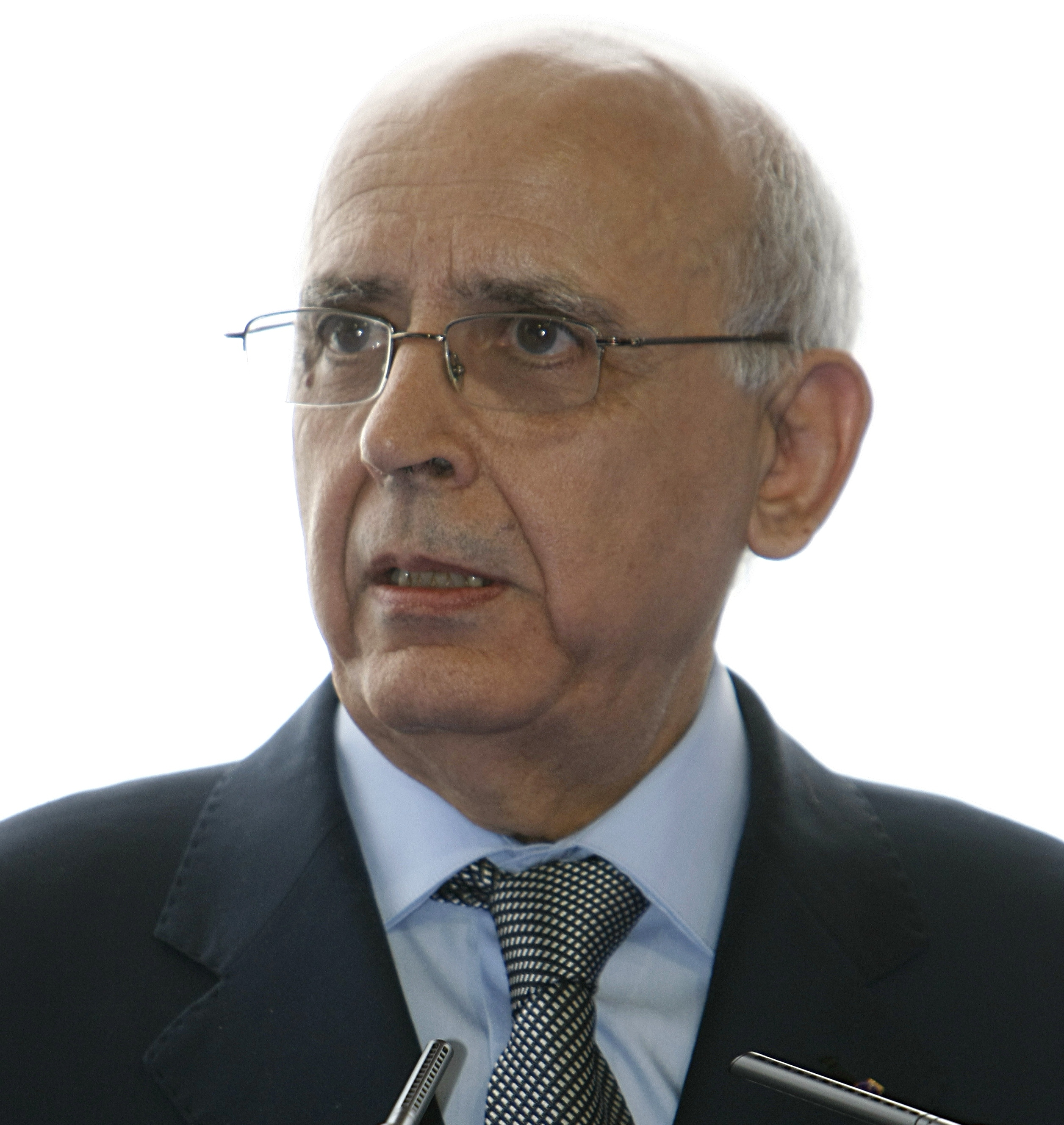
모하메드 간누시

모하메드 간누시(프랑스어: Mohamed Ghannouchi, 아랍어: محمد الغنوشي, 문화어: 모하메드 간누쉬, 1941년 8월 18일~)는 튀니지의 전 총리로, 2011년 1월 14일 튀니지 반정부 시위의 여파로 제인 엘아비디네 벤 알리가 대통령에서 물러난 이후, 튀니지 헌법 제56조에 근거해 2011년 1월 14일, 임시 대통령 취임을 선언했던 인물이다.
간누시는 1989년부터 1992년까지 재무장관, 1992년부터 1999년까지 국제협력장관, 1999년부터 2011년까지는 튀니지의 총리를 지내는 등, 오랫동안 튀니지 정부를 지탱해온 테크노크라트였다.
2011년 2월 27일, 벤 알리가 대통령에서 축출된 이후 튀니지 과도 정부를 이끈 간누시는, 이전 체제(벤 알리 정부)에서 벤 알리의 심복으로서 오랫동안 권력을 누려온 자신을 반대하는 대규모 시위로 총리 직에서 물러났다.
간누시가 총리 직에서 물러난 이후, 베지 카이드 에셉시가 후임 총리가 되었다.